# Tori Welles

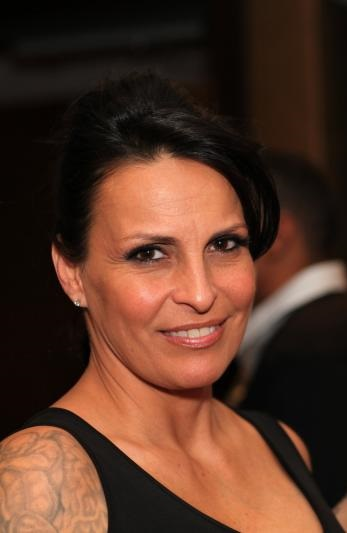
Tori Welles bei den AVN Awards 2013

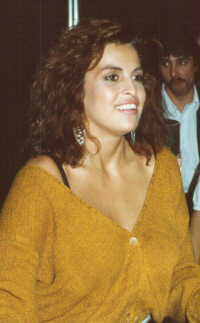
Tori Welles in den 1990er Jahren

Tori Welles (* 17. Juni 1967 im San Fernando Valley, Kalifornien als Brittania Paris Apstein); auch bekannt als Tori Wells; ist eine US-amerikanische Pornodarstellerin und Regisseurin.
Tori verließ mit 18 Jahren die Schule, um Stripperin zu werden. Ein Jahr später kehrte sie an die Schule zurück und machte ihren High-School-Abschluss. Anschließend verfolgte sie zunächst ihre Karriere als Tänzerin, bis ihr im Jahr 1988 eine Rolle in dem Hardcorefilm Offering angeboten wurde. Tori gilt als Pornolegende der 1980er- und 1990er-Jahre. Zu ihren bekanntesten Filmen gehören die Klassiker Night Trips und Secrets von Andrew Blake. Als Regisseurin drehte sie die Filme Tori Welles Goes Behind the Scenes (1992) und Girlfriends (1990). 1997 veröffentlichte ihr Ehemann gegen ihren Willen unter dem Titel The Private Diary of Tori Welles ein intimes Privatvideo.
Tori war von 1990 bis 1994 mit dem Regisseur Paul Norman verheiratet. Aus dieser Ehe hat sie zwei Söhne, die 1991 und 1993 geboren wurden. 2001 brachte sie ihren dritten Sohn auf die Welt.
Tori wurde sowohl in die AVN Hall of Fame als auch die XRCO Hall Of Fame aufgenommen.

## Auszeichnungen
- 1990: AVN Award „Best New Starlet“
- 1990: XRCO Award „Starlet“
- 1990: XRCO Award „Female Performer of the Year“
- 1990: XRCO Award „Best Sex Scene“ in The Chameleon (mit Buck Adams)
- 1991: F.O.X.E. Award „Female Fan Favorite“
- 1996: Aufnahme in die AVN Hall of Fame
- 1999: Aufnahme in die XRCO Hall of Fame
- 2002: Aufnahme in die Legends of Erotica